# SPÖ Burgenland
Die SPÖ Burgenland ist die Landesorganisation der Sozialdemokratischen Partei Österreich im österreichischen Bundesland Burgenland. Die Partei hat ihren Sitz in der Eisenstädter Johann-Permayer-Straße.
Seit der Landtagswahl 2020 verfügt die Burgenländische SPÖ über 19 Mandate und damit die absolute Mehrheit im Burgenländischen Landtag. Sie regiert dort in einer Alleinregierung, der Landesregierung Doskozil II. Zudem entsendet die Landespartei zwei Abgeordnete in den österreichischen Bundesrat, Günter Kovacs und Sandra Gerdenitsch.
Für die SPÖ Burgenland sitzen seit der Nationalratswahl 2019 zwei Abgeordnete im österreichischen Nationalrat, Christian Drobits und Maximilian Köllner.
Landesvorsitzender ist der derzeitige Landeshauptmann vom Burgenland, Hans Peter Doskozil.

## Geschichte
Die BF ("Burgenländische Freiheit" bzw. später: "Burgenland Freizeit") war eine burgenländische Wochenzeitung. Sie wurde im November 1921 gegründet und war bis Ende 2006 die Parteizeitung der SPÖ Burgenland.
Die SPÖ stellte im Burgenland bisher 7 Landeshauptleute:
- Ludwig Leser (1945–1946; ernannt)
- Hans Bögl (1964–1966)
- Theodor Kery (1966–1968, 1968–1972, 1972–1977, 1977–1982, 1982–1987)
- Johann (Hans) Sipötz (1987–1991)
- Karl Stix (1991–1996, 1996–2000)
- Hans Niessl (2000–2005, 2005–2010, 2010–2015, 2015–2019)
- Hans Peter Doskozil (2019–2020, seit 2020)

Am Landesparteitag im Mai 2022 wurde Hans Peter Doskozil mit 97,8 Prozent als Landesparteivorsitzender bestätigt. Die Anzahl der Stellvertreter  wurde von vier auf sieben erhöht, um alle sieben Bezirke zu vertreten. Im Amt als Stellvertreter blieben Astrid Eisenkopf und Verena Dunst, neu hinzu kamen Heinrich Dorner, Leonhard Schneemann, Daniela Winkler, Dieter Posch und Ewald Schnecker.
Landesgeschäftsführer
- bis 2023: Roland Fürst[2]
- 2023 bis 2025: Jasmin Puchwein[2][13]
- ab 2023: Kevin Friedl[2]
- ab 2025: Friedrich Radlspäck[14]

Klubobleute
- bis 2023: Robert Hergovich[2]
- ab 2023: Roland Fürst[2]

## Teilorganisationen
Die Burgenländische SPÖ unterhält ebenso wie die Bundes-SPÖ Teilorganisationen. Eine Mitgliedschaft in einer der Teilorganisationen der SPÖ Burgenland bringt meist gleichzeitig eine Mitgliedschaft in der Landes- und darüber hinaus in der Bundespartei mit sich. Von den SPÖ-Teilorganisationen existieren folgende Landesorganisationen im Burgenland:

### SJ Burgenland
Die Bundesorganisation, die Sozialistische Jugend Österreichs (SJ) wurde in einem Gasthof in Wien-Margareten im November 1894 gegründet. Landesvorsitzende ist derzeit Jasmine Sommer, Landessekretärin ist Anna-Sophie Prünner. Die Landesvorsitzende in der SJ Burgenland vertritt die Organisation nach außen, während der Landessekretär die organisatorische Leitung übernimmt und die Geschäfte der Organisation führt.

### SPÖ Frauen Burgenland
Die Gründung der SPÖ Frauen als Bundesorganisation fand am 5. September 1945 statt. Vorsitzende der Burgenländischen Landesorganisation ist die derzeitige Landeshauptmannstellvertreterin, Astrid Eisenkopf; Geschäftsführerin ist die Bundesratsabgeordnete Sandra Gerdenitsch.